# تابوبيا مخططة
تابوبيا مخططة (الاسم العلمي:Tabebuia striata) هي نوع من النباتات تتبع جنس التابوبيا من الفصيلة البنيونية.